# ペンスキー・PC1
ペンスキー・PC1（Penske PC1）は、ペンスキーが開発したフォーミュラ1カー。1974年から1975年のF1世界選手権に投入された。デザイナーはジェフ・フェリス。マーク・ダナヒュー とジョン・ワトソンがドライブし、12戦に出走した。PC1は1976年シーズンにはペンスキー・PC3に取って代わられた。

## 開発
ペンスキー・レーシング（後にチーム・ペンスキーに改名）は、アメリカ合衆国の実業家であるロジャー・ペンスキーによって1968年に結成された。同チームはフォーミュラ1で優勝を記録した（1976年オーストリアグランプリ）最後のアメリカを拠点とするチームである。
1973年、ペンスキーはイギリスのドーセット州プールにあった小レーシングカーマニファクチャラーのマクレー・カーズ Ltd. の施設を購入した。マクレー・カーズはニュージーランド出身のレーシングドライバーであったグラハム・マクレー（フォーミュラ5000で世界的に成功した）によって設立された。わずか6人で始まったペンスキー・レーシングはポルシェのカンナムチームマネージャーであったスイス・ハインツ・ホーファーをF1マネージャー、ジェフ・フェリスをチーフエンジニアおよびデザイナーとして起用した。チームの仕上げは、1974年半ばにイギリスの事業に加わったペンスキーの長年のチーフ・メカニックおよびエンジン・ビルダーであったカール・カインホーファーの加入であった。
1974年の夏の終わりまでにチームは、アルミモノコックシャシーにフォード・コスワースDFVエンジンとヒューランドFG400ギアボックスを組み合わせた最初の車、PC1を発表した。ペンスキー・レーシングはその年の9月、モスポート・パークで行われたカナダグランプリでフォーミュラ1にデビューした。チームはドライバーに以前にインディカーをドライブし、チームマネージャーを務めていたマーク・ダナヒューを起用した。ダナヒューは1973年の終わりにモータースポーツから引退していたが、ペンスキーのF1チームで現役に復帰した。ダナヒューはかつて1971年シーズンにペンスキーがスポンサーを務めたマクラーレンでF1に参戦し、カナダグランプリとアメリカグランプリに出場している。

## レース戦績

### 1974
PC1は1974年カナダグランプリでデビューし、ダナヒューは予選を24位で通過、決勝は12位となった。次戦のホームグランプリである1974年アメリカグランプリでは予選14位、決勝はリアサスペンションのトラブルでリタイアとなっている。
チーム・ペンスキーは1974年にポイントを獲得することはできなかった。

### 1975
ロジャー・ペンスキーは1975年にPC1でフルシーズン参戦を計画したが、ペンスキー・チームにとっては難しいシーズンであり、ダナヒューにとっては悲惨なシーズンとなった。
1975年開幕戦はアルゼンチングランプリで、ダナヒューは7位に終わった。第2戦ブラジルグランプリではダナヒューはハンドリングトラブルでリタイアとなった。南アフリカグランプリは8位となった。スペイングランプリではダナヒューはヘスケスのアラン・ジョーンズと共に、ティレルのジョディ・シェクターがまき散らしたオイルにのってクラッシュしリタイアとなった。モナコグランプリではアクシデントでリタイアとなっている。ベルギーグランプリではアクシデントの後レースを放棄している。ベルギーグランプリでは11位となっている。第7戦スウェーデングランプリでは5位となり、ポイントを獲得した。次戦のオランダグランプリでダナヒューは8位に終わった。フランスグランプリではトランスミッションのトラブルでリタイアとなった。
PC1の投入はフランスグランプリで終了し、ペンスキーは続く3戦をマーチ・751で戦った。ダナヒューはオーストリアグランプリの最終プラクティスセッションで大クラッシュし、重度の脳震盪を負った。彼はサーキットですぐに意識を回復したが、病院で意識を失った。脳への圧力を和らげるための緊急手術は成功せず、彼はこの怪我が原因で死亡した。この事故ではトラックマーシャルも死亡している。
ペンスキーはイタリアグランプリを欠場し、アメリカグランプリに出場することを決めた。アメリカグランプリでは新しい車、ペンスキー・PC3がマーチに代わって投入され、ドライバーはジョン・ワトソンが起用された。ワトソンはプラクティスと予選でPC3を使用し12番手となったが、技術的問題のため決勝ではスペアマシンのPC1を使用しなければならなかった。ワトソンはPC1をドライブして決勝は9位となった。
チーム・ペンスキーは1975年に2ポイントを獲得した。

## F1における全成績
(key) （斜体はファステストラップ）
| 年      | チーム             | エンジン                      | タイヤ | ドライバー         | 1   | 2   | 3   | 4   | 5   | 6   | 7   | 8   | 9   | 10  | 11  | 12  | 13  | 14  | 15  | ポイント | 順位 |
| ------- | ------------------ | ----------------------------- | ------ | ------------------ | --- | --- | --- | --- | --- | --- | --- | --- | --- | --- | --- | --- | --- | --- | --- | -------- | ---- |
| 1974年  | ペンスキー・カーズ | フォード-コスワースDFV 3.0 V8 | G      |                    | ARG | BRA | RSA | ESP | BEL | MON | SWE | NED | FRA | GBR | GER | AUT | ITA | CAN | USA | 0        | -    |
| 1974年  | ペンスキー・カーズ | フォード-コスワースDFV 3.0 V8 | G      | マーク・ダナヒュー |     |     |     |     |     |     |     |     |     |     |     |     |     | 12  | Ret | 0        | -    |
| 1975年  | ペンスキー・カーズ | フォード-コスワースDFV 3.0 V8 | G      |                    | ARG | BRA | RSA | ESP | MON | BEL | SWE | NED | FRA | GBR | GER | AUT | ITA | USA |     | 2        | 12位 |
| 1975年  | ペンスキー・カーズ | フォード-コスワースDFV 3.0 V8 | G      | マーク・ダナヒュー | 7   | Ret | 8   | Ret | Ret | 11  | 5   | 8   | Ret |     |     |     |     |     |     | 2        | 12位 |
| 1975年  | ペンスキー・カーズ | フォード-コスワースDFV 3.0 V8 | G      | ジョン・ワトソン   |     |     |     |     |     |     |     |     |     |     |     |     |     | 9   |     | 2        | 12位 |
| Source: |                    |                               |        |                    |     |     |     |     |     |     |     |     |     |     |     |     |     |     |     |          |      |

## ノンタイトル戦における全成績
(key) （太字はポールポジション、斜体はファステストラップ）
| 年      | チーム             | エンジン                      | ドライバー         | タイヤ | 1   | 2   | 3   |
| ------- | ------------------ | ----------------------------- | ------------------ | ------ | --- | --- | --- |
| 1975年  | ペンスキー・カーズ | フォード コスワースDFV 3.0 V8 |                    | G      | ROC | INT | SUI |
| 1975年  | ペンスキー・カーズ | フォード コスワースDFV 3.0 V8 | マーク・ダナヒュー | G      | Ret | 6   |     |
| Source: |                    |                               |                    |        |     |     |     |

## 参照
1. ↑  Stats F1. “Penske PC1”. 2016年5月20日閲覧。
2. ↑  “Penske PC1”.   Jonathan Davies. 2016年5月21日閲覧。
3. 1 2  “Roger Penske's Nearly Forgotten American F1 Team”. roadandtrack.com. 2016年6月1日閲覧。
4. ↑  “Gordon Kirby - Auto Racing - The Way It Is”. www.gordonkirby.com. 2016年7月26日閲覧。
5. 1 2 3 4  Kirby, Gordon (2015年1月16日). “Penske's F1 cars”.  Motor Sport (magazine). 2016年7月25日閲覧。
6. 1 2  Small, Steve (1994). The Guinness Complete Grand Prix Who's Who. Guinness. p. 123. ISBN 0851127029
7. ↑  “Grand Prix results, Canadian GP 1974”.   grandprix.com. 2016年5月20日閲覧。
8. ↑  “Grand Prix results, United States GP 1974”.   grandprix.com. 2016年5月20日閲覧。
9. ↑  “Grand Prix results, Argentine GP 1975”.   grandprix.com. 2016年5月20日閲覧。
10. ↑  “Grand Prix results, Brazilian GP 1975”.   grandprix.com. 2016年5月20日閲覧。
11. ↑  “Grand Prix results, South African GP 1975”.   grandprix.com. 2016年5月20日閲覧。
12. ↑  “Grand Prix results, Spanish GP 1975”.   grandprix.com. 2016年5月20日閲覧。
13. ↑  “Grand Prix results, Monaco GP 1975”.   grandprix.com. 2016年5月20日閲覧。
14. ↑  “Grand Prix results, Belgian GP 1975”.   grandprix.com. 2016年5月20日閲覧。
15. ↑  “Grand Prix results, Swedish GP 1975”.   grandprix.com. 2016年5月20日閲覧。
16. ↑  “Grand Prix results, Dutch GP 1975”.   grandprix.com. 2016年5月20日閲覧。
17. ↑  “Grand Prix results, French GP 1975”.   grandprix.com. 2016年5月22日閲覧。
18. ↑  “Grand Prix results, United States GP 1975”.   grandprix.com. 2016年5月20日閲覧。
19. ↑  Small, Steve (1994). The Guinness Complete Grand Prix Who's Who. Guinness. pp. 123 and 396. ISBN 0851127029
20. ↑  “1975 BRDC International Trophy”. chicanef1.com. 2016年6月18日閲覧。